# Magyar Televízió
Magyar Televízió (en català, «Televisió hongaresa»), també coneguda com a MTV, va ser una empresa de televisió pública d'Hongria. Va existir des de 1957 fins a 2015, quan tots els seus actius van ser transferits a l'ens públic estatal MTVA.

## Història

### República Popular d'Hongria (1954-1989)
Les primeres proves de Magyar Televízió (MTV) van tenir lloc en 1954, però no va ser fins al 23 de febrer de 1957 quan va començar les seves emissions regulars. La inauguració oficial es va produir l'1 de maig de 1957, amb la transmissió d'una desfilada de l'exèrcit hongarès, i el 2 de juliol es van estrenar els programes diaris d'informació. En aquest temps formava part de la ràdio pública Magyar Rádió. Des de la seva creació fins a la caiguda del sistema comunista en 1989, MTV va estar controlada directament per l'Estat.
En els seus primers anys es va convertir en un dels grups audiovisuals més actius d'Europa de l'Est. Va ser un dels grups impulsors de l'Organització Internacional de Ràdio i Televisió (OIRT), una plataforma de televisions públiques d'òrbita socialista, diferent a la Unió Europea de Radiodifusió (UER), que el seu objectiu era l'intercanvi de programes.
En els següents anys, el desenvolupament d'MTV li va portar a realitzar les primeres emissions en color (1967) i a crear un segon canal (1971). En 1974 es va produir la separació de ràdio i televisió en dues empreses independents. Altres avanços significatius van ser la creació del teletext en 1981, les desconnexions territorials per a províncies en 1984, i l'arribada de programes occidentals com la telenovel·la L'esclava Isaura (Rabszolgasors).

### República d'Hongria (1989-2015)
Amb la caiguda del règim socialista en 1989, el nou govern va fer canvis en el sistema públic. Es va crear un canal públic independent d'MTV per a la comunitat magiar, Duna TV, que va començar les seves emissions el 24 de desembre de 1992. Al mateix temps, Magyar Televízió va assumir el paper de radiodifusora pública a les fronteres d'Hongria. L'empresa es va integrar en la UER en 1993.
En 1997, el govern hongarès va aprovar la creació de dos canals de televisió comercial: TV2 i RTL Klub. Perquè TV2 tingués senyal analògic nacional, MTV2 va perdre la seva i les seves emissions van quedar restringides al cable i satèl·lit, per la qual cosa el servei públic es va quedar únicament amb el primer canal.
Al començament del segle XXI, el govern hongarès va eliminar l'impost directe i va convertir a MTV en una corporació finançada amb publicitat i aportacions estatals. En aquest temps el grup va modificar la seva imatge corporativa i va traslladar la seva seu als afores de Budapest. En 2008 va començar a emetre en alta definició.

### Traspàs a MTVA (2015)
En 2011, el govern de Viktor Orbán va crear una corporació de radiodiofusión pública, MTVA (Médiaszolgáltatás-támogató és Vagyonkezelő Alap), que agrupa tots els mitjans de comunicació públics. L'operació va concloure en 2015 amb el reordenament dels serveis de ràdio i televisió dins d'una societat sense ànim de lucre, Duna Médiaszolgáltató. D'aquesta manera, Duna es va convertir al primer canal generalista i Magyar Televízió va assumir els senyals temàtics.